# Ernest Roschach
Ernest Roschach (né Jean Joseph Gabriel Ernest Roschach le 10 septembre 1837 à Toulouse et mort le 26 mars 1909 dans cette même ville) est un archiviste, historien, sigillographe et conservateur de musée français, spécialiste de l'histoire de Toulouse et du Languedoc.
Ernest Roschach est surtout connu aujourd’hui pour avoir été, de 1863 à 1898, le grand archiviste restaurateur des archives municipales de Toulouse. Il exerça ses fonctions en même temps que le bâtiment de la tour des archives ou Donjon du Capitole était restauré par l'architecte Viollet-le-Duc entre 1873 et 1887. Simultanément, de 1862 à 1898, il fut Inspecteur des Antiquités de la Haute-Garonne et conservateur du Musée des Augustins et du Musée Saint-Raymond restaurés aussi par Viollet-le-Duc. En tant qu’historien, il est l’auteur d’ouvrages de référence et de communications écrites sur l’histoire de Toulouse et du Languedoc.

## Biographie
La vie, l’œuvre et la personnalité d’Ernest Roschach ont été restituées par l’éloge rédigé et prononcé en 1911 par son ami et condisciple, l’historien Guy Desazars de Montgailhard.
Ernest Roschach était le fils unique d’un employé d’intendance militaire d’origine alsacienne, venu s’établir à Toulouse, qui francisa son nom en Rocha jusqu’à ce que son fils reprenne le patronyme originel. Il est né au no 7 rue des Balances (aujourd’hui rue Gambetta). Il fit de très brillantes études au Lycée de Toulouse où il fut notamment l’élève d’Alfred Mézières, professeur de rhétorique, qui développa ses talents littéraires et d’historien. Alors qu’il était lycéen en classe de Philosophie, il se distingua par une étude intitulée « Les Autrichiens à Gènes ; insurrection de 1746 » qui fut publiée dans la Revue de l’Académie de Toulouse. Des professeurs de la Faculté des Lettres de Toulouse dont Edward Barry, qui avaient particulièrement apprécié ses mérites, l’admirent dans l'Université pour qu’il puisse obtenir un poste d’enseignant. Il accepta et, à moins de vingt ans, il devenait professeur de rhétorique au collège de Moissac où il continua sa production littéraire, dont des poèmes, qui le fit connaître jusqu’à Paris et accrurent sa réputation à Toulouse. En même temps très attiré par les arts et lui-même très bon dessinateur, il s’intégra dans les milieux artistiques toulousains pour lesquels il rédigea des critiques très appréciées, il fut l’ami de Jules Garipuy et un familier de son atelier qui était le lieu de rendez-vous du milieu artistique et littéraire toulousain.

### Le conservateur du musée de Toulouse
En 1862, le maire de Toulouse, Jean Patras de Campaigno, le sollicita, alors qu’il était à peine âgé de 25 ans, pour lui confier la mission d’établir un inventaire détaillé des œuvres détenues par le Musée de Toulouse. Selon Desazars, « le Musée était dans un état d'incurie et de désordre inouïs [...] mais il [Ernest Roschach] possédait toutes les qualités voulues pour bien remplir cette mission délicate. Il connaissait à fond l'histoire générale. Il s'était appliqué à étudier l'histoire locale. Il savait dessiner à merveille. Il était extrêmement prudent, sinon méfiant. Il devait devenir le plus exact des érudits et le plus scrupuleux des conservateurs. On peut en juger par les catalogues qu'il dressa : du premier portant sur les antiquités et objets d'art (paru en 1864/1865) jusqu'au dernier, portant sur les peintures (paru en 1908 et republié en 1920).
Même si sa fonction d’archiviste de la ville de Toulouse devint par la suite son activité dominante, Roschach garda tout au long de sa carrière le titre de conservateur du musée de Toulouse.

### L’archiviste municipal de Toulouse
Une autre question préoccupait le maire de Toulouse : le classement des archives municipales qui, selon Desazars, « se trouvaient dans le plus grand désordre par l'incurie des archivistes autant que par l’insuffisance et par le délabrement des locaux affectés à ce service. Un inspecteur général du Ministère de l’intérieur, M. de Rozière, insistait pour qu'il s'empressât de lui donner un local convenable et qu'il en confiât le classement à un archiviste actif, soigneux et compétent », « le comte de Gampaigno fit choix d'Ernest Roschach, qu'il investit des fonctions d'archiviste municipal par arrêté du 25 novembre 1863. Ernest Roschach se mit aussitôt à l'œuvre, et, sans préparation spéciale antérieure, par ses seules ressources, il ne devait pas tarder à acquérir l'instruction technique et la méthode scientifique de l’érudition la plus solide et la plus précise ».
Roschach devait exercer la fonction d’archiviste de la ville de Toulouse jusqu’à sa mise à la retraite, âgé de 61 ans, en juin 1898. 
Les Archives municipales de Toulouse ont mis en ligne, pour une lecture directe sur leur site, le travail d'Ernest Roschach intitulé « Actes constitutifs de la commune (inventaire de Roschach) » qui livre, en sus de l'inventaire, une histoire remarquable du dépôt et de l'ancien bâtiment des archives.

### L’historien de Toulouse et du Languedoc
À l’instar d’autres érudits qui l’ont précédé, Alexandre Du Mège et Auguste d’Aldiguié en particulier, Roschach s’est fait historien pour mieux délivrer et rendre accessible l’information qu’il put dégager des matériaux d’archives qu'il a déblayés et sur lesquels il a travaillé. Il le fit en tant qu’archiviste de métier même si pour la conquête d'Albigeois il utilisa aussi la forme romanesque. Comme pour Dumège et d’Aldiguié, Toulouse et le Languedoc ont été l’objet principal de ses travaux. Mais par le contenu de son œuvre et par son style il se distingue fortement de ses prédécesseurs, tant aussi leurs personnalités étaient différentes voire opposées.

#### La conquête d’Albigeois
Dans la préface de son ouvrage qui traite en fait la période qui suivit la conquête, Roschach livre en ces termes la matière de son ouvrage : « Quand un pays a subi une catastrophe pareille, tout n’est pas terminé par la signature de la paix et le grondement de l’orage se prolonge longtemps encore. Ce que j’ai cherché  à mettre en lumière ce sont les effets postérieurs à la croisade et du traité de Paris dans cette région ensoleillée que la chancellerie des rois de France appelle assez souvent la conquête d’Albigeois ». « Des lettres patentes du roi Philippe III faisant mention de Raymond de Saint-Geniès, chevalier condamné pour hérésie, je me suis plu à évoquer cette figure secondaire et à reconstituer, avec une vérité que je crois très approximative, une des mille existences brisées par la grande révolution du Midi ».

#### Histoire générale de Languedoc
L’Histoire générale de Languedoc est un ouvrage dont la rédaction fut lancée en 1715 sous les auspices des États de la Province de Languedoc et qui fut publié de 1730 à 1745 par deux bénédictins de l'abbaye de Saint-Germain-des-Prés, dom Claude Devic (1670-1734), qui mourut après la publication du premier volume, et dom Joseph Vaissète (1685-1756) qui continua seul les quatre volumes suivants avec une supériorité très marquée selon Desazars. Cet ouvrage fit l’objet d’une réédition par Alexandre Du Mège, alors inspecteur des antiquités de la Haute-Garonne, sous l’égide de l’éditeur Jean-Baptiste Paya. Mais les adjonctions faites par Du Mège  étaient insuffisantes, sinon erronées, et sa continuation, allant de 1643 à 1830, fut jugée largement fautive.
Édouard Privat, libraire toulousain fondateur des éditions Privat et ancien collaborateur de Jean-Baptiste Paya, réunit une équipe d’érudits de renom auxquels il commanda une nouvelle édition de l'Histoire générale de Languedoc.
Cette réédition est réputée pour la qualité et le sérieux des recherches même si elle reste marquée par son époque, faisant la part belle aux événements politiques, militaires ou religieux plus qu'à l'histoire sociale, économique ou culturelle.
Ernest Roschach fut chargé de continuer l'œuvre de Dom Vaissete, qui s'arrêtait à la mort de Louis XIII, en conduisant l'histoire de la province jusqu'à sa disparition par le remaniement administratif de la Révolution en 1790. Il rédigea seul le volume 13 de 1636 pages pour le récit des faits et le volume 14 de 3155 colonnes pour les pièces justificatives au nombre de 1011.
Ce travail fut récompensé par l'Institut qui lui attribua le second prix Gobert en 1877.
En préface de son ouvrage, c’est en historien que Roschach survole toute cette période, livrant les traits essentiels de chaque époque et leur enchaînement, la montée du pouvoir des intendants sous Mazarin, la consolidation de l’autorité royale sous Colbert, le tableau assombri de la fin du règne de Louis XIV, la réaction aristocratique de la Régence, la décomposition de l’Ancien Régime sous Louis XV, les actes d’autorité du pouvoir central contre l’oligarchie parlementaire et notamment contre celle du Parlement de Toulouse dont l’aveuglement conjugué à celui des autres privilégiés, clergé et noblesse, finira par le conduire à sa perte, la propagation des nouvelles maximes économiques, l’essor donné aux travaux publics dans les intervalles de paix, mais aussi les réformes avortées du gouvernement Maupeou : « la résistance aveugle des compagnies privilégiées aux intentions de réforme du gouvernement jette un regard pénible sur cette dernière partie du drame où l’on voit tout s’abîmer dans une commune catastrophe ».
Mais c’est l’émoi et la désolation de l’archiviste que l’on découvre en clôture de son ouvrage lorsqu’il évoque la dispersion des archives du Languedoc, à Montpellier, accompagnant la fin de l’institution provinciale et la création des départements :

« Un des premiers actes du nouveau pouvoir fut de mettre la main sur les archives de la Province. Le 18 octobre (1790), à 5 heures du soir, douze commissaires suivis de leur greffier et de quelques commis se présentèrent au logis de Monsieur Bonnemain, greffier des États, pour recevoir tous ses papiers et ceux du greffe royal. C’était une collection considérable, continuée depuis trois cents ans et remplissant quatre vastes salles.

Les papiers du greffe du roi, dont la dernière installation remontait à quarante ans, avaient été convenablement classés par ordre de matière et de diocèses. L’officier de la Province accoutumé au formalisme de l’ancienne administration, ne put voir sans effroi des hommes dont il savait à peine les noms, mais dont il ignorait surtout les titres et les qualités, ordonner le transport en bloc dans l’hôtel de ville de Montpellier de tout cet ensemble de documents. Il en fit ses confidences au contrôleur général, en lui exprimant le regret que la division des papiers entre les divers directoires départementaux ne se fit pas dans les salles mêmes du greffe, où l’opération eût été plus méthodique et plus facile. Mais la lenteur de ces procédés ne pouvait satisfaire l’impatience du commissariat, qui fit tout transporter à la fois, sans s’inquiéter de la confusion et du désordre. On ne prit même pas soin de rédiger un procès-verbal authentique pour constater la livraison des pièces et sauvegarder par un inventaire la responsabilité de l’agent provincial qu’on dépossédait.

Les archives de l’intendance, dont M. de Bavainvilliers avait fait inventorier et classer les papiers en 1787, furent également répartis, par les soins des commissaires entre les directoires départementaux, distribution qui s’accomplit sans beaucoup de ménagements et qui eut le désavantage de désagréger un ensemble historique, sans grand profit pour l’administration ».
« Les commissaires suspendirent leurs opérations le 31 août 1791, onze mois après leur première réunion, et le nom de Languedoc disparut alors officiellement de tous les actes officiels. Ce fut la dernière phase de la destruction des anciennes institutions provinciales. Il n’en reste plus aujourd’hui comme vestiges qu’un certain nombre de grands travaux publics dont les générations suivantes ont profité, quelques centaines de volumes poudreux où les historiens vont chercher une image incomplète de la vie, et, dans la mémoire du peuple, cette impression un peu vague, mêlée de respect et de tristesse, qui s’attache au souvenir des choses déjà lointaines et des formes disparues. »

L'édition Privat constitue au début du XXIe siècle l'édition de référence de l'Histoire générale de Languedoc. Elle a été réimprimée pour la dernière fois par la Bibliothèque des Introuvables en 2003 et est publiée sur Internet par l’Open Library.

### Personnalité

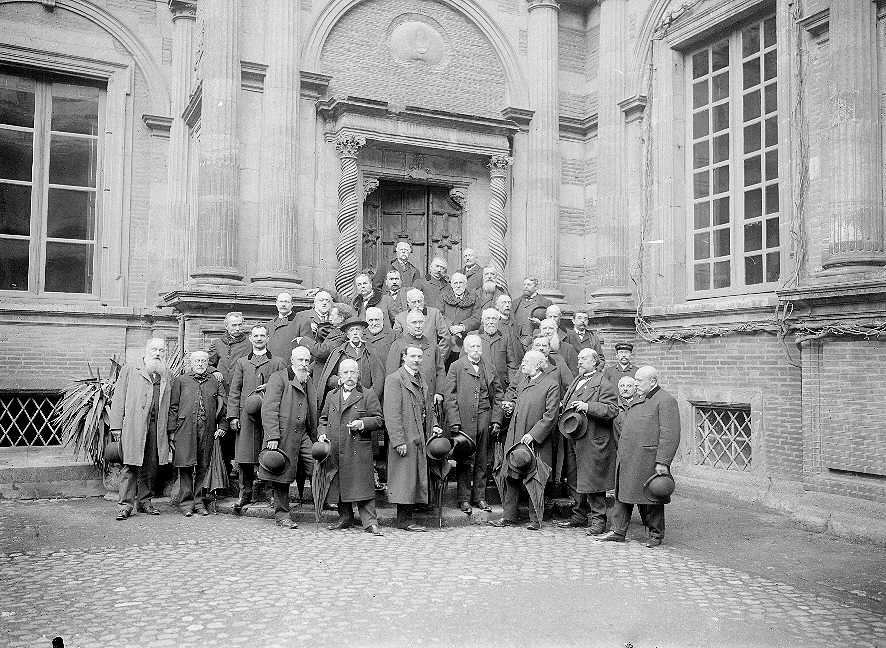
Photographie de groupe de la Société archéologique du Midi de la France, devant l'entrée de l'Hôtel d'Assézat à Toulouse, après le banquet du jubilé offert en 1907 en l'honneur d'Ernest Roschach et de Jules de Lahondes. Ernest Roschach est au premier rang, au centre, sur la première marche.

Desazars de Montgailhard a dressé de son ami le portrait suivant, : « C'était un solitaire de la foule. Beaucoup le connaissaient, mais il passait seul dans les rues, le long des quais, à travers la campagne qu'il aimait en poète et qu'il appréciait en artiste ». « Son regard était doux, perdu dans la réflexion derrière le binocle, On voyait qu'il y avait, non pas effort, mais attention continue dans cette physionomie pensive. Il ne consentait à s'en distraire que s'il rencontrait un ami; et tout le monde ne l'était pas, car il tenait à bien choisir. Sa voix avait le timbre égal d'un esprit pondéré qui ne sait rien exagérer ». « Ni gras, ni maigre, il semblait que la matière n'avait que peu de chose à faire avec cette nature délicate. Son tempérament paraissait étranger aux passions du corps comme du cœur. Il en avait cependant, mais il les contenait par le sang-froid de son caractère : elles n'étaient pour lui que les tentations de la vie éprouvées en silence, et elles restaient discrètes comme l’amitié, mystérieuses comme l'amour ». « Toujours très réservé dans l'expression de ses sentiments, il restait le plus souvent impénétrable. Cela ne l'empêchait pas, à l'occasion, de dire franchement sa pensée, mais entre amis qu'il savait discrets, et sous la forme la plus fine et la moins offensante. Sa nature était faite d'une timidité presque farouche que ceux qui le connaissaient peu ou point pouvaient prendre pour une hautaine fierté. Mais, quand il s'était familiarisé avec eux, quel doux et généreux abandon, quelle bonne humeur, quelle gaîté même il savait mettre dans sa conversation et dans ses écrits ! »
Selon Edmond Pottier qui fit à l'Institut l'éloge d'Ernest Roschach qui en était membre correspondant, « Roschach jouissait à Toulouse d'une grande réputation malgré la timidité de son caractère et son humeur presque sauvage qui le tenait éloigné du monde. Il vivait seul au milieu de ses livres, entouré de respect et d'égards. Pendant quarante ans, il fut membre de l'Académie des sciences, inscriptions et belles-lettres de Toulouse dont il devint le secrétaire perpétuel ».
En 1892, ses amis lui facilitèrent l'acquisition d'une exploitation agricole à Auzil, hameau de la commune de Vigoulet-Auzil, sur les coteaux à cheval sur Portet-sur-Garonne situés au sud de Toulouse. À cet endroit dont le nom de lieu-dit est « Martranel » et qu'il appelait « l’Éperon », il se fit construire, pour satisfaire ses goûts contemplatifs et son besoin de solitude, une chartreuse dominant la plaine de la Garonne et jouissant d'une vue panoramique sur la chaîne des Pyrénées et les coteaux de Gascogne,.

## Hommages

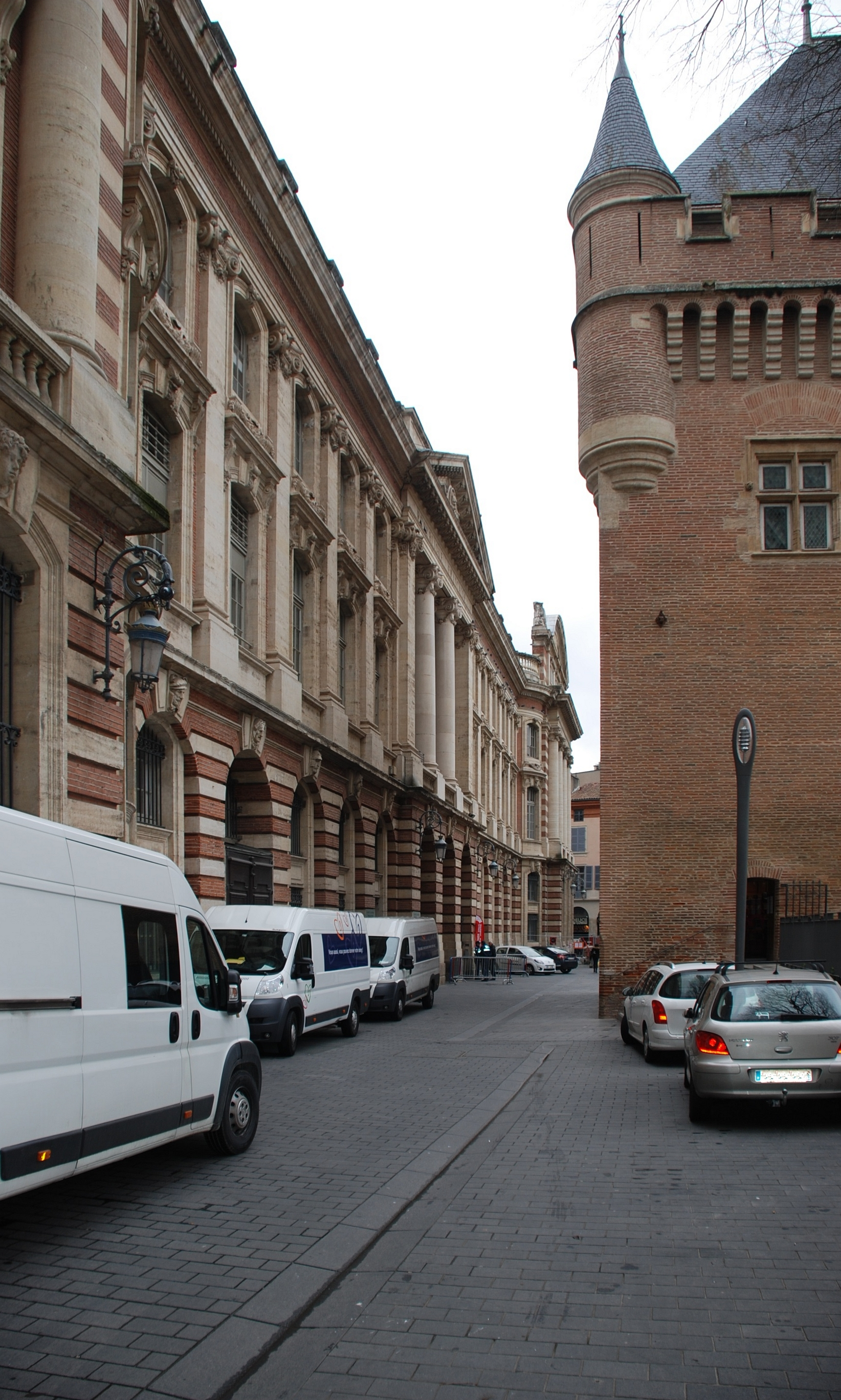
La rue Ernest-Roschach à Toulouse.

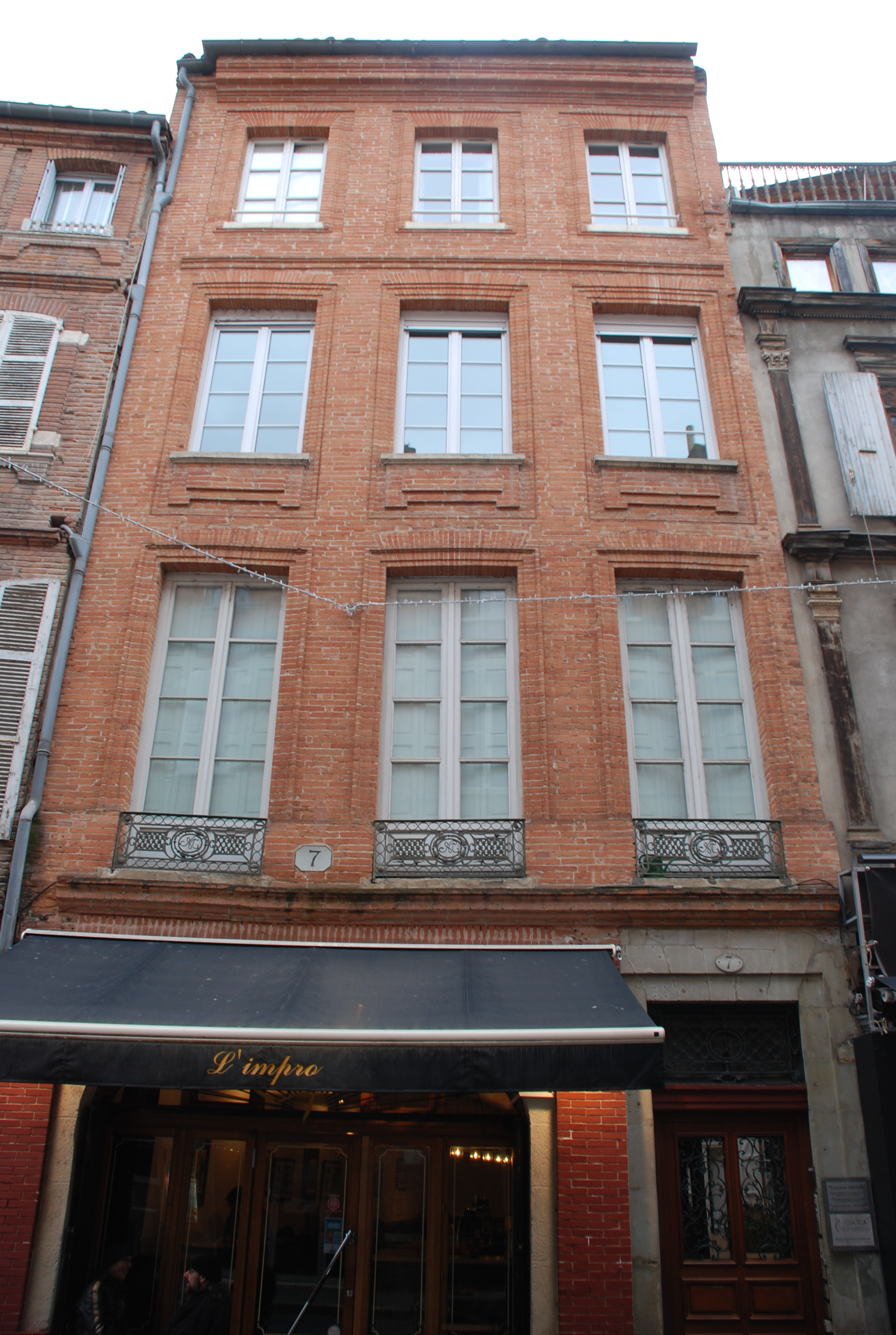
Maison natale d'Ernest Roschach, 7 rue Gambetta, à Toulouse.

Desazars écrit : « Dès le lendemain de ses funérailles, la ville de Toulouse s'est empressée de rendre hommage à la mémoire d'Ernest Roschach en donnant son nom à la rue la plus voisine de la Tour des Archives, dont il a classé et mis en lumière le précieux dépôt ». En fait, selon Soulé, c'est l'Académie des sciences, inscriptions et belles-lettres de Toulouse qui, dans les jours qui suivirent la mort de Roschach, exprima le vœu de donner son nom à une rue de Toulouse. Ce souhait ne fut exaucé que l'année suivante, en 1910, par le conseil municipal, qui se rangea à l'avis de la Commission du Vieux-Toulouse qui était de donner le nom de Roschach à la rue du Donjon. Cette rue correspond aujourd'hui à l'espace piétonnier qui sépare la Tour des Archives ou Donjon du Capitole, aujourd’hui office du tourisme de Toulouse, et le square Charles de Gaulle, du palais du Capitole.
Le 16 novembre 1910, l'Académie des sciences, inscriptions et belles-lettres de Toulouse émit le vœu « qu'une plaque soit apposée sur la maison natale, sise rue Gambetta, 7, du regretté Secrétaire perpétuel ». Ce vœu n'a pas été réalisé.

## Œuvres principales classées par ordre chronologique
Une liste complète des œuvres a été dressée par Desazars de Montgailhard, elle figure en annexe de son éloge d’Ernest Roschach. En tant qu'œuvres principales on retiendra :
- 1858 : L'Exposition de Toulouse à vol d'oiseau Revue de Toulouse, année 1858, t. VII, p. 43 50 ; 85-99 ; 129-150 ; 197-212 ; 295-304 ; 336-346 ; 361-367
- 1859 : Une Confidence (nouvelle). — Revue Contemporaine (novembre 1859) et Revue de Toulouse, année 1859, t. X, p. 495–509 et année 1860, t. XI, p. 30–63.
- 1862. Foix et Comminges. — Paris, librairie de L. Hachette et Cie, 1862, un vol. in-12 de 488 pages. Ouvrage réédité le 03 novembre 2011, 506 pages, Nabu Press éditions,  (ISBN 1271067692),  (ISBN 978-1271067695) ; 18,9 × 2,6 × 24,6 cm
- Saint-Sernin (Études d'art et d'histoire). — Revue de Toulouse, année 1862, t. XV, p. 113–158.
- 1865. Catalogue des Antiquités et des objets d'art du Musée de Toulouse. — Toulouse, imprimerie Viguier, in-8o, 1865 (lire en ligne).
- Notice sur le Couvent des Jacobins de Toulouse. — Toulouse, imprimerie d’A. Chauvin. 1865, un vol. in-12 de 108 pages, sans nom d'auteur, mais œuvre d'Ernest Roschach en collaboration avec Le Blanc du Vernet. Frontispice en couleur dessiné par Ernest Roschach et lithographie par Cassan.
- 1866. Étude sigillographique des Archives communales de Toulouse. — Mémoires de l'Académie impériale des Sciences, Inscriptions et Belles- Lettres de Toulouse, année 1866, série 6«, t. IV, p. 36–67.
- 1866-1867. Géographie de la Haute-Garonne suivie d'une étude sommaire de la France à l'usage de toutes les maisons d'enseignement. — Paris, E. Thorin libraire ; Toulouse, A. Chauvin, éditeur, 1866 67 ; 1 vol. in-18 de 252 pages. Réédité en 2001, 250 pages, Éditeur : C. Lacour; Édition : reproduction en fac-sim (2001)   (ISBN 2844069487)
- 1867 : Société académique d'agriculture, des sciences, arts et belles-lettres du département de l'Aube, Mémoires, 1867, Dufour-Bouquot (lire en ligne), « Jean Chalette de Troyes, peintre de l'Hôtel de Ville de Toulouse (1581-1643) par Ernest Roschach. », p. 241-288.
- 1870. Études sur le musée de Toulouse (lire en ligne)
- 1875 : Henri d'Aguesseau, intendant de Languedoc (fragment pour l’Histoire générale de Languedoc). — Mémoires de l'Académie des Sciences, Inscriptions et Belles- Lettres de Toulouse, année 1875, série 7, t. VII, p. 576–592.
- 1876. Notice sur le Languedoc (en guise d'introduction à l’histoire de France de Magin et Grégoire). Paris, librairie Charles Delagrave, 1876; 1 vol. in-12.
- 1876-1877. Histoire générale du Languedoc par doms de Vic et Vaissette, réédition d’E. Privat. Ernest Roschach : Histoire générale de Languedoc (de Louis XIII à 1790), édition Edouard Privat, t. XIII (Rédaction), 1636 pages ; t. XIV (Preuves), 3155 colonnes.
- 1881. Statues de la Chapelle de Rieux, au Musée de Toulouse ; 1 vol. grand in-folio. Photographies de Delon.
- Essai sur les Monnaies de Transylvanie. — Mémoires de l’Académie des Sciences, Inscriptions et Belles-Lettres de Toulouse, année 1881, série 8, t. III, p. 198–282.
- 1887. Les douze Livres de l’Histoire de Toulouse (Chroniques municipales manuscrites du treizième au dix-huitième siècle, 1296-1787). — Étude critique extraite du volume intitulé Toulouse, publié à l'occasion de la 16e session de l'Association française pour l'avancement des sciences. — Toulouse, Edouard Privat, 1879. Un volume in-8o de 388 pages.
- 1890. La Conquête d'Albigeois. — E. Ollendorf, 1890 ; 1 vol. in-12 de viii-408 pp. Ouvrage réédité en 2010, 426 pages, Nabu Press éditions,  (ISBN 1147505136),  (ISBN 978-1147505139) ; 18,9 x 2,2 x 24,6 cm
- 1891. Inventaire des Archives communales de la Ville de Toulouse, antérieures à 1790. Tome l, série AA, numéros 1 à 60. — Toulouse, Edouard Privat, 1891 ; in-4 de 148 pages d'introduction et de 666 pages de texte.
- 1891 : Les archives de Toulouse : histoire du dépôt et de l'édifice[8], Toulouse, Edouard Privat.
- 1892. Catalogue des Musées archéologiques de la Ville de Toulouse (Musée des Augustins et Musée Saint-Raymond). — Toulouse, 1892. Un in-8 de 488 pp.
- 1905 Histoire générale du Languedoc par doms de Vic et Vaissette, réédition d’E. Privat. Ernest Roschach : Histoire graphique de l'ancienne province de Languedoc éditions Edouard Privat, t. XVI, 721 pages (lire en ligne)
- 1908. Le Musée de Toulouse. Catalogue raisonné paru dans l’Inventaire général des Richesses d'art de la France. Province, monuments civils. — Paris, librairie Pion t. VIII, p. 1–255.
- 1920. Catalogue des collections de peinture du musée de Toulouse, Édouard Privat éditeur, Toulouse (lire en ligne)